# Stylephorus chordatus
Stylephorus chordatus is een straalvinnige vissensoort uit de familie van draadstaartvissen (Stylephoridae). De wetenschappelijke naam van de soort is voor het eerst geldig gepubliceerd in 1791 door Shaw.